# Hypena kingdoni
Hypena kingdoni là một loài bướm đêm trong họ Erebidae.